# Кемар Лоуренс
Кемар Лоуренс (англ. Kemar Lawrence; нар. 17 вересня 1992, Кінгстон) — ямайський футболіст, захисник клубу «Міннесота Юнайтед».
Виступав, зокрема, за клуб «Гарбор В'ю», а також національну збірну Ямайки.

## Клубна кар'єра
У дорослому футболі дебютував 2011 року виступами за команду клубу «Гарбор В'ю», в якій того року взяв участь у 19 матчах чемпіонату.
Протягом 2012 року захищав кольори команди клубу «Арнетт Гарденс».
Того ж року повернувся до клубу «Гарбор В'ю». Цього разу відіграв за команду з Кінгстона наступні три сезони своєї ігрової кар'єри.
До складу клубу «Нью-Йорк Ред Буллз» приєднався 2015 року. Відіграв за команду з Нью-Йорка 118 матчів у національному чемпіонаті.
31 січня 2020 року підписав контракт з бельгійським клубом «Андерлехт».
7 травня 2021 Кемар повернувся до МЛС, де уклав угоду з канадською командою «Торонто».
17 березня 2022 захисник перейшов до клубу «Міннесота Юнайтед», кольори якого наразі і захищає.

## Виступи за збірну
2013 року дебютував в офіційних матчах у складі національної збірної Ямайки. Наразі провів у формі головної команди країни 74 матчі, забивши 3 голи.
У складі збірної був учасником розіграшу Золотого кубка КОНКАКАФ 2015 року в США та Канаді, де разом з командою здобув «срібло», розіграшу Кубка Америки 2015 року в Чилі, розіграшу Кубка Америки 2016 року в США, розіграшу Золотого кубка КОНКАКАФ 2017 року та розіграшу Золотого кубка КОНКАКАФ 2019 року.

## Титули і досягнення

### Клубні
- «Гарбор В'ю»

Чемпіон Ямайки (2): 2010, 2013
- «Нью-Йорк Ред Буллз»

Supporters' Shield (2): 2015, 2018

### Збірна
- Переможець Карибського кубка: 2014
- Срібний призер Золотого кубка КОНКАКАФ: 2015, 2017